# Limpley Stoke
Limpley Stoke är en ort och civil parish i Storbritannien. Den ligger i grevskapet Wiltshire och riksdelen England, i den södra delen av landet, 150 km väster om huvudstaden London. Limpley Stoke ligger 69 meter över havet och antalet invånare är 541.
Terrängen runt Limpley Stoke är platt åt sydost, men åt nordväst är den kuperad. Runt Limpley Stoke är det ganska tätbefolkat, med 239 invånare per kvadratkilometer. Närmaste större samhälle är Bath, 4,7 km nordväst om Limpley Stoke. Trakten runt Limpley Stoke består till största delen av jordbruksmark.